# Yeren
Le Yeran (chinois : 野人 ; pinyin : yěrén ; litt. « sauvage-homme »), appelé indifféremment le Yiren, Yeh Ren, Homme sauvage chinois (chinois : 神农架野人 ; pinyin : Shénnóngjiàyěrén ; litt. « L'homme sauvage de Shennongjia ») ou l'Homme-Singe (chinois : 人熊 ; pinyin : Ren Xiong ; litt. « Homme-ours »), est une créature légendaire, réputée pour résider dans les montagnes boisées des régions de l'ouest du Hubei.

## Description
Le Yeren est le plus souvent décrit comme un grand hominidé, mesurant de 1,5 à 2,5 mètres de haut, et recouvert de longs poils, et vivant dans les forêts primaires de Chine. Son pelage, composé de poils de 3 à 4 cm de long, serait habituellement rougeâtre ou brun foncé, mais quelques témoins oculaires ont été également fait état d'individus entièrement blancs. Le visage ressemble à un mélange entre visage humain et simien, et son corps est plus lisse qu'un corps humain. Des témoins disent qu'il n'a pas de queue. Il est réputé marcher généralement sur deux jambes, mais peut courir sur quatre, et se déplacer principalement sur le sol. Ses mains sont longues. Les empreintes retrouvées sont très profondes et de grande taille, jusqu'à 40 cm de long. Ces traces montrent cinq orteils comme des humains, mais de forme plus proche des pas du singe. En dépit de la forme arrondie de ses pieds, la créature est créditée de pouvoir se déplacer, courir rapidement, et grimper même sur quatre pattes. Les femelles auraient de longs seins tombants tandis que les males auraient un grand pénis tombant. Le Yeren aurait différentes vocalisations, telles que de forts cris. Les résidents locaux croient que la créature est carnivore, et dangereuse pour les humains, mais selon la plupart des témoins, le Yeren fuirait à la vue des hommes, bien qu'un témoin a affirmé avoir été observé pendant une heure par un Yeren.  l'Académie chinoise des sciences affirme que le Yeren se nourrit de plantes, comme les baies et les noix, et parfois d'insectes, ce qui est confirmé par de nombreux témoins. Il visiterait parfois des champs pour manger du maïs,. Le plus souvent, ces créatures sont décrites comme vivant en couple, parfois dans de petits groupes familiaux. 

## Historique

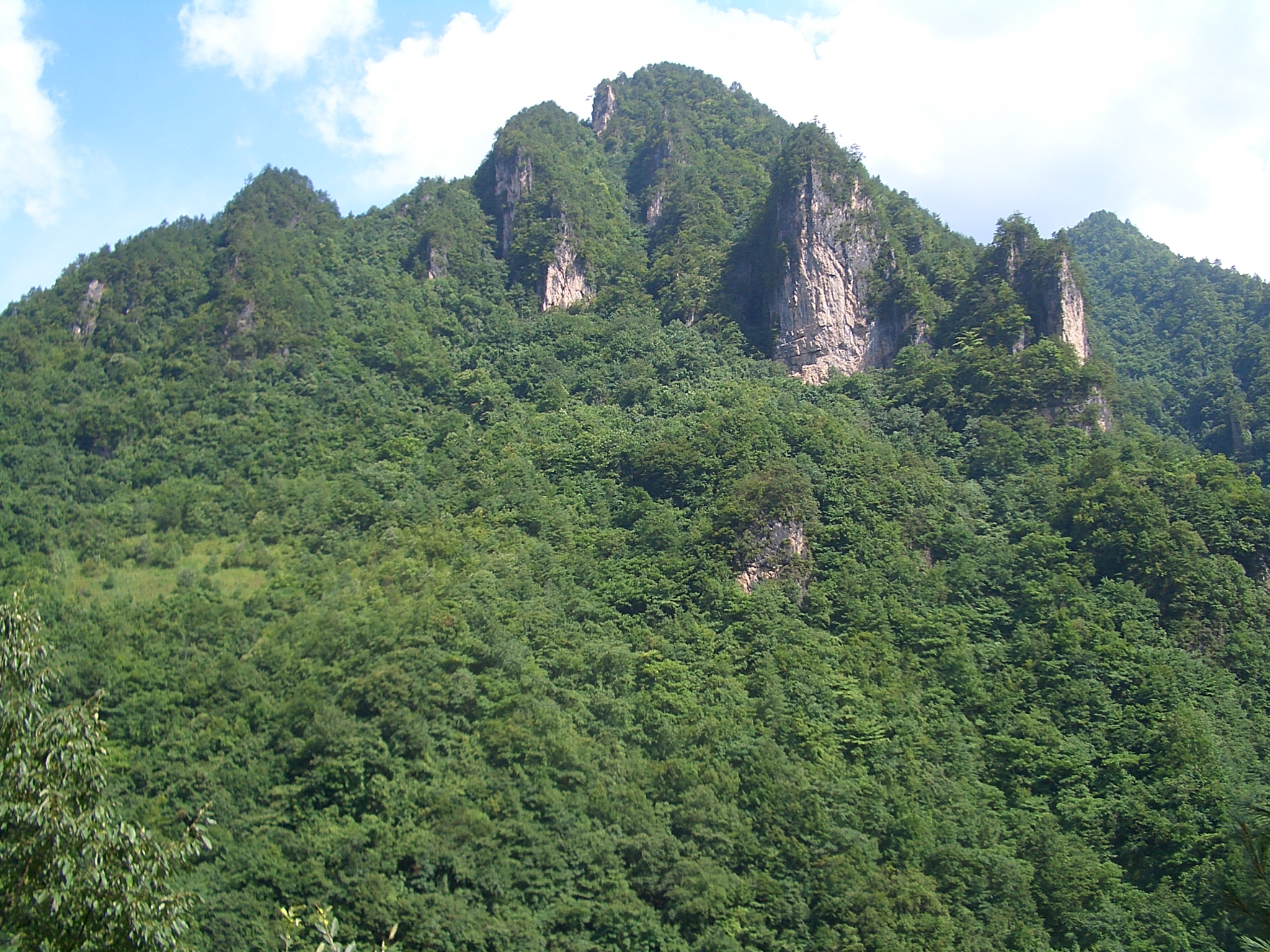
Forêt dans la réserve naturelle de Shennongjia, ou vivrait le Yeren selon les récits.

Le folklore lié aux « hommes sauvages » en Chine est particulièrement riche, et semble très ancien. Le poète Qu Yuan (340 av. J-C - 278 av. J-C.) mentionna dans un de ces poèmes un Shangui (« monstre des montagnes ») que certains auteurs rapprocheront du Yeren.  Une figure d'une créature anthropomorphe velue, avec des arcades sourcilières très prononcées, fut trouvée sur une lampe en bronze datant de la dynastie Han (206 av. J-C - 220 apr. J-C.). D'autres représentations similaires furent trouvées sur une peinture murale d'un temple confucéen, dans la province de Shandong. 
Plusieurs témoignages au sujet d'« hommes sauvages » remontent à l'époque de la dynastie Tang (618-907). Le naturaliste et pharmacien Li Shizhen mentionna  plusieurs de ces créatures dans le 51e volume de son Compendium of Materia Medica (Bencao Gangmu) : les Feifei (« homme-ours »),  signalés dans la région du Shu (aujourd'hui la région du Sichuan), où ils seraient mangés et écorchés par les populations locales ; ainsi que dans les montagnes du district de Sha (province du Fujian). Ils mesureraient environ un zhang, soit environ 3,1 mètres, et seraient aussi appelés shandaren ou shan-xiao. Li Shizen mentionne également des « hommes-ours » qui vivraient dans le Xian de Suichang au Zhejiang. Une chronique du Fang (province du Hubei) du XVIIIe siècle, évoque des maorens (« homme velu ») d'un zhang (3,1 m) de haut, vivants dans les cavernes des montagnes à l'extérieur des villes, et venant régulièrement dévorer des chiens, des poules et des êtres humains, emportant notamment ceux qui les combattent.  En juillet 1882, Zhang Weihua, de l'institut archéologique de la province de Henan, se procura auprès du médecin d'un village un prétendu pied d'homme sauvage. L'objet serait assez ancien et aurait été passé de génération en génération. Le cryptozoologue Zhou Guoxing, du musée d'histoire naturelle de Pékin, conclura, après examen, que ce pied proviendrait d'un ours à collier.  

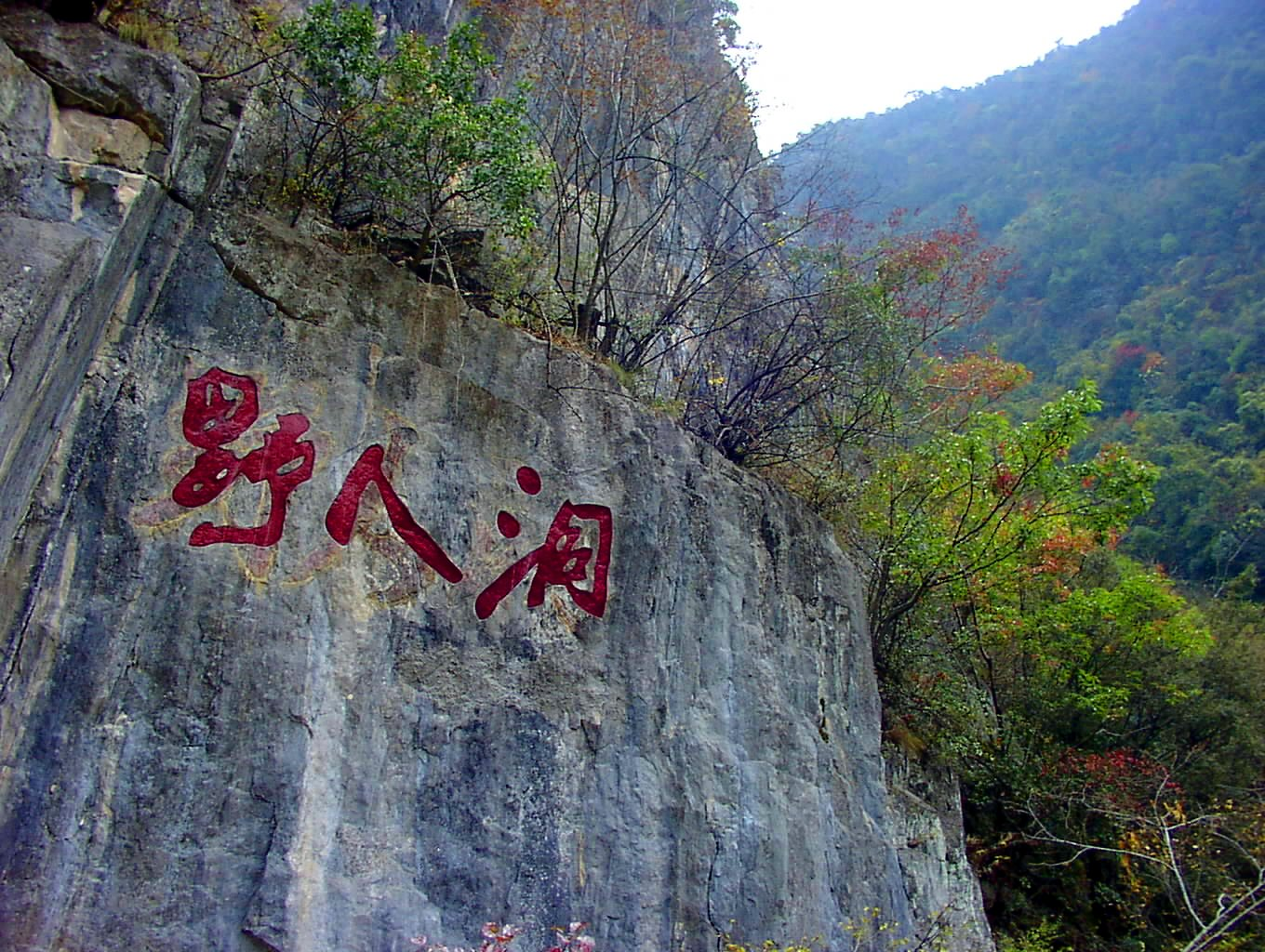
L'Inscription à l'entrée de la « grotte du Yeren » dans l'ouest de la Province du Hubei

Les témoignages se multiplient au XXe siècle, surtout dans les régions du Sichuan, du Yunnan, du Hubei, du Shanxi, du Zhejiang, du Fujian et du Anhui. D'autres récits proviennent du Tibet (où la créature est appelée Migö), et du Xinjiang (le chercheur russe Vitali Andreïevich Khakhlov a signalé au début du XVIIIe siècle, près de la frontière de l'actuel Kazakhstan, des récits mentionnant une autre créature anthropomorphe locale, le Ksy-gyik) mais ne semblent pas décrire les mêmes créatures.
Parmi les centaines de témoignages datant du XXe siècle, certains font état d'individus tués (comme celui du biologiste Wang Zelin, qui a rapporté avoir vu en 1940 une « femme sauvage » qui aurait été abattue dans la province du Gansu), capturés vivants, voire d'hybrides nés d'unions entre des êtres humains et des Yerens. Durant les années 1950, les récits sur le Yeren commencent à susciter l'intérêt des autorités chinoises, qui financeront plusieurs expéditions sans pouvoir prouver concrètement son existence. L'une des plus importantes a eu lieu en 1977. Les personnes ayant affirmé avoir vu des Yerens au cours de ces dernières décennies sont d'origines variées (surtout des natifs du Hubei, mais aussi des forestiers, des militaires ou des représentants du gouvernement). Des témoignages sont toujours enregistrés ces dernières années.

## Théories

### Existence légendaire
Aucune preuve définitive n'a jamais été établie scientifiquement l'existence du Yeren. Les poils qui lui ont été attribués, souvent de taille (de quelques centimètres à 1,4 mètre) ou d'apparence très variés, se sont révélés provenir d'animaux déjà connus (serow, goral, sanglier... ou Homme), voire d'un champignon rare appartenant au genre pterula. Beaucoup de récits au sujet des « hommes sauvages » en Chine semblent se rapprocher plus des ours ou des macaques que d'un hypothétique primate inconnu, selon Zhou Guoxing, certaines espèces de macaques ne sont pas très représentées dans certaines régions de Chine, et les rares observations de ces animaux pourraient peut-être être à l'origine des nombreux récits au sujet des « hommes sauvages » en Chine. Certains récits désigneraient en réalité des rhinopithèques, présents dans la région de Shennongjia jusque vers 2000 ou 3000 mètres d'altitude, et qui marchent parfois sur leurs pattes arrière,. De nos jours, certaines régions où le Yeren aurait été aperçu sont devenues assez fréquentées avec le tourisme généré par les récits sur le Yeren.

### Primate(s) inconnu(s)
La théorie la plus fréquente chez les cryptozoologues (qui n'ont cependant jamais pu le prouver) quant à l'identité du Yeren serait qu'il s'agisse d'une espèce de singe, différentes espèces de macaques étant assez répandues dans la région. Selon d'autres théories, le Yeren est une sorte de parent de  l'orang-outan ou de genre Gigantopithecus, probablement éteints, probablement Gigantopithecus blacki. Le zoologue et cryptozoologue Bernard Heuvelmans suggérait l'existence en Asie de trois types de grands primates bipèdes inconnus, avec notamment un « grand yéti », selon lui un Gigantopithèque ayant survécu jusqu'à nos jours, et qui serait présent en Chine, mais aussi en Himalaya, en Indochine et en Indo-Malaisie. Selon les informations actuelles, les orang-outans ont déjà disparu de la Chine au Pléistocène. Beaucoup de fossiles des grands singes préhistoriques ont été retrouvés dans la région.  
Il a également été suggéré que cette espèce inconnue serait une sorte d'ancêtre des êtres humains dont l'évolution n'aurait pas progressé durant des dizaines de milliers d'années. D'autres témoignages font état d'une autre créature mesurant entre 100 et 120 cm, capable de se lever sur ses pattes arrière, mais étant essentiellement quadrupède. Selon certains cryptozoologues, il pourrait y avoir deux types de primates inconnus en Chine : une grande créature humanoïde bipède, et une sorte de macaque géant.  

#### Les «hommes-ours»

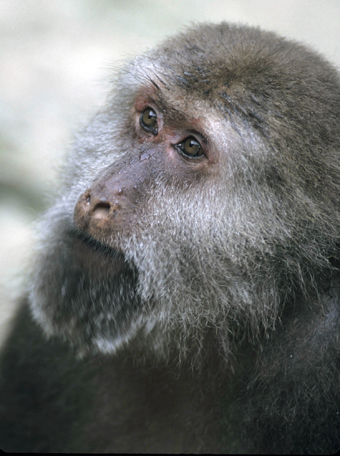
Des observations déficientes de Macaques du Tibet seraient-elles à l'origine des récits sur les « hommes-ours » ?

Une chronique du Suichang fait état d'un grand singe noir appelé Huan. Le 23 Mai 1957, dans le Xian de Suichang, situé dans la province du Zhejiang, une jeune fille, Wang Congmei, fut intrigué par une grande créature au pelage noir. Selon les témoins, la créature ne ressemblait ni à un ours ni à un singe, la tête était ronde, le museau était plat, les mains et les pieds étaient semblables à celles d’un ours, et dotées d’ongles et non de griffes. Des restes de bambou et d’autres plantes furent trouvés à l’intérieur de son estomac. L'animal se montrant agressif, Congmei appela à l'aide, et la créature, effrayée et bloquée dans la boue, fut tuée à coups de pierres et de bâtons par des villageois, qui affirmèrent n'avoir jamais vu auparavant un tel animal, et pensèrent qu'il s'agissait d'un « homme-ours ». L'animal fut consommé par les villageois, qui envoyèrent les mains et les pieds aux autorités locales,. Un professeur de biologie les conservat, et après avoir été oubliées pendant 23 ans, elles furent retrouvées en octobre 1980. Zhou Guoxing conclura après examen que ces mains provenaient d'un macaque terrestre de grande taille, et suggéra l'existence d'une espèce ou sous-espèce inconnue de macaque,. En 1984, un macaque de plus de 20 kilos et atteignant 90 cm debout fut capturé dans les montagnes de Huang, dans la province d’Anhui, et envoyé au zoo de Hefei, ou il fut étudié et photographié. Les dimensions des deux spécimens étaient, selon Guoxing, supérieures à celles des macaques déjà répertoriés en Chine (Macaque rhésus, Macaque Brun, Macaque du Tibet), bien que les dimensions maximales que les macaques peuvent atteindre étaient moins bien documentées à l'époque. Les Macaques du Tibet ne sont pas nombreux au Anhui, et les rares observations de ces animaux pourraient peut-être être à l'origine des récits au sujet des « hommes-ours ».

## Dans la culture populaire
- L'homme sauvage de Chine est présent dans  Monster in My Pocket sous le n ° 119.
- Il est présent dans le film de John Carpenter Les Aventures de Jack Burton dans les griffes du Mandarin.
- Les Yerens apparaissent comme des monstres dans le jeu vidéo d'Iron Lore Entertainment intitulé Titan Quest. Ils peuvent être trouvés dans l'Acte III (mission Orient) du jeu.
- Le show de la chaîne Syfy intitulé Destination Vérité recherche le Yeren dans l'épisode 12 de la saison 3.
- Le show d'Animal Planet intitulé Trouver Bigfoot recherche le Yeren dans l'épisode 5 de la saison 4 Kung Fu Bigfoot.